# Lisbet

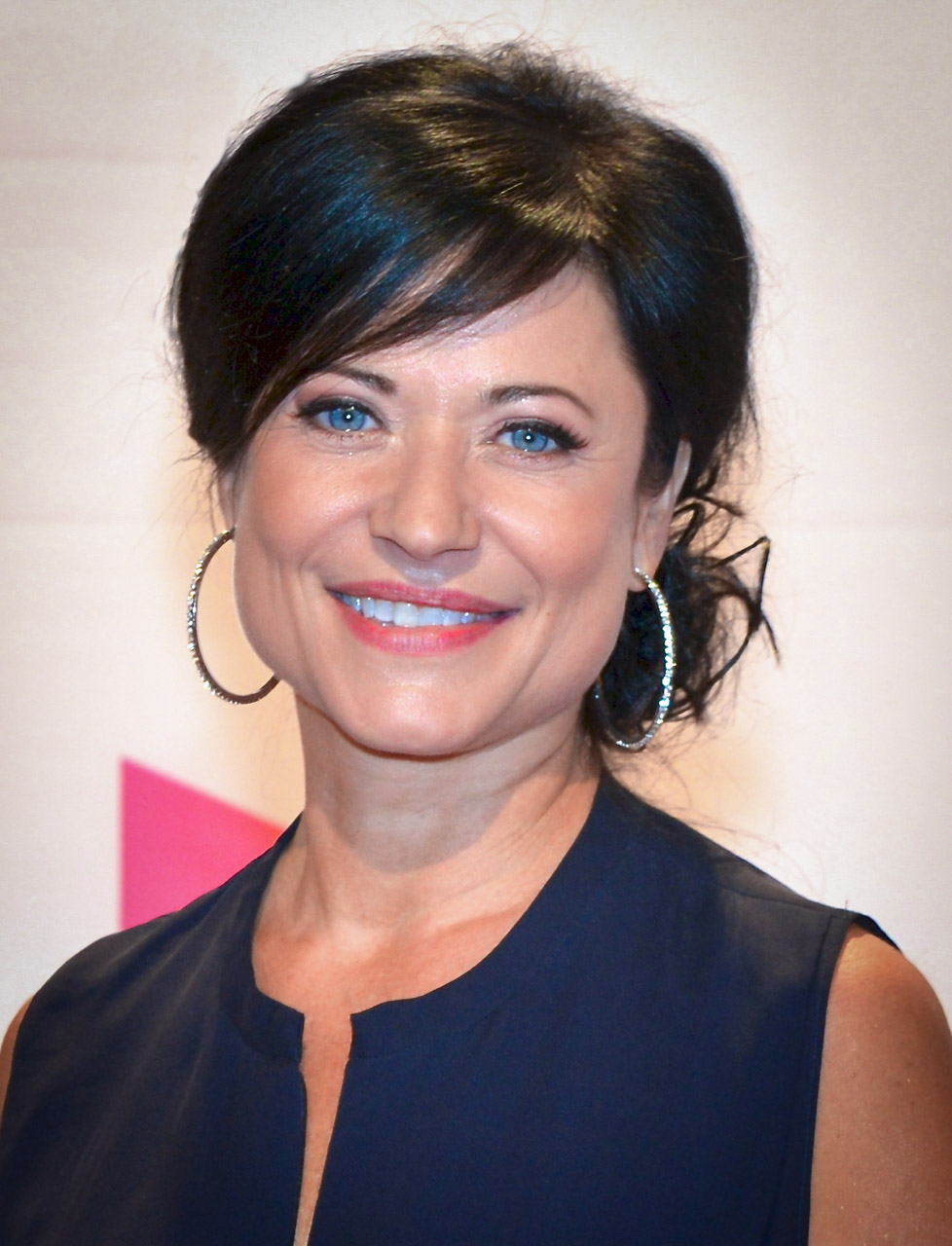
Lisbeth Åkerman, 2013.

Lisbet, eller Lisbeth, är ett kvinnonamn och en formvariant av Elisabet. Namnet har funnits i Sverige sedan 1423, då med stavningen Lisebet. Lisbet blev ett vanligt namn under 1940- och 1950-talen, främst med stavningen Lisbeth, men är numera relativt ovanligt som tilltalsnamn bland nyfödda.
Den 31 december 2008 fanns det totalt 23 789 personer i Sverige med namnet Lisbet eller Lisbeth, varav 13 409 med det som tilltalsnamn.
År 2003 fick 25 flickor namnet, varav 2 fick det som tilltalsnamn.
Namnsdag i Sverige: 19 november (sedan 1986). I den finlandssvenska namnsdagslängden har Lisbet namnsdag 19 november sedan 1950.

## Personer med namnet Lisbet/Lisbeth
- Lisbeth Bodin, svensk sångerska och skådespelare
- Lisbeth Carlsdotter, svensk angivare
- Lisbeth Cathrine Amalie Rose (1738-1793), dansk skådespelare, översättare och pjäsförfattare
- Lisbeth "Lis" Groes, dansk politiker
- Lisbeth Hedendahl, svensk skådespelare
- Lisbetta Isacsdotter, svensk predikant
- Lisbeth Lindeborg, statsvetare
- Lisbeth Movin, dansk skådespelare och regissör
- Lisbeth Palme, svensk statsministerfru och Unicef-ordförande
- Lisbeth Trickett, australisk simmare
- Lisbet Wikner, svensk producent
- Lisbeth Zachrisson, svensk koreograf
- Lisbeth Åkerman, svensk journalist och programledare

## Fiktiva personer med namnet Lisbet/Lisbeth
- Lisbeth Salander